# Real Zaragoza 2011-2012
Questa voce raccoglie le informazioni riguardanti il Real Zaragoza nelle competizioni ufficiali della stagione 2011-2012.

## Stagione
Nel precampionato, dal 29 luglio al 6 agosto, la squadra si allena in Inghilterra, disputando tre amichevoli contro West Ham, Norwich City e Wolverhampton Wanderers.
Il 15 agosto si aggiudica il Trofeo Ciudad de Zaragoza "Carlos Lapetra", battendo ai rigori l'Espanyol.
Il 18 agosto i giocatori, lo staff tecnico, il presidente Agapito Iglesias e altri dirigenti del club aragonese si recano al Basilica di Nostra Signora del Pilar a Saragozza per offrire dei fiori alla statua della patrona della Spagna.
La prima giornata slitta a causa dello sciopero dei calciatori, perciò, invece di giocare in casa del Levante, gli aragonesi debuttano alla Romareda contro il Real Madrid e gli ospiti si impongono per 6-0. La squadra ottiene il primo punto stagionale nella giornata successiva, con un pareggio a reti inviolate in casa del Rayo Vallecano. Il 18 settembre arriva il primo successo, grazie alla vittoria casalinga per 2-1 contro l'Espanyol. Protagonista della partita l'attaccante Luis García, ex giocatore della squadra catalana e autore di una doppietta.
Il 16 ottobre la vittoria per 2-1 contro la Real Sociedad alla Romareda permette al Zaragoza di posizionarsi tra le prime dieci in Primera División per la prima volta dopo più di dieci anni. La squadra aragonese ottiene solo un punto nelle successive cinque partite. Aguirre da quando era diventato allenatore del Real Saragozza non aveva mai conquistato così pochi punti in cinque giornate.. Durante l'era del presidente Agapito Iglesias si erano avuti questi risultati solamente in occasione delle partite precedenti all'esonero dell'allenatore Marcelino.
Il 23 ottobre, in occasione della 9ª giornata, si disputa a Pamplona la partita, molto sentita da giocatori e tifosi, contro l'Osasuna. La squadra della Navarra si impone per 3-0 grazie alle reti di Raúl García, Juan Francisco Martínez Modesto e Javad Nekounam, tutte realizzate nel primo tempo. Durante la partita, come è consuetudine da diversi anni, i tifosi dell'Osasuna intonano cori contro il Real Saragozza, l'Aragona e la Virgen del Pilar.
Durante il viaggio di ritorno a Saragozza, l'autobus della squadra aragonese viene colpito da alcune pietre. Ciò provoca la rottura di un vetro e il ferimento lieve dei due conducenti del bus, prontamente assistiti dal medico Óscar Luis Celada. 
A dicembre gli aragonesi vengono eliminati dalla Coppa del Re ai sedicesimi di finale dall'Alcorón, squadra di Segunda División. Dopo aver pareggiato per 1-1 in trasferta, perdono 2-0 alla Romareda con le reti di Orio Riera e Quini. 
Il 20 dicembre con un comunicato sul sito ufficiale del club, il presidente Agapito Iglesias dichiara di aver deciso di non assistere più alle partite del Real Saragozza in seguito alla contestazione di cui è vittima, portata avanti da molto tempo dai tifosi.
Il 29 dicembre Javier Aguirre trova un accordo con il Real Saragozza e rescinde il suo contratto. Il messicano 16 incontri di campionato aveva ottenuto due vittorie, quattro pareggi e dieci sconfitte con le quali aveva portato gli aragonesi all'ultimo posto in classifica con 10 punti. Il 31 dicembre 2011 Manuel Jiménez Jiménez prende il posto del messicano.
Insieme a Jiménez arrivano a Saragozza il vice allenatore Jesús Calderón, David Jiménez come aiutante e Daniel Pastor come preparatore atletico.

## Maglie e sponsor
Lo sponsor tecnico è ancora Adidas.
I colori della prima maglia sono i tradizionali bianco e azzurro. La divisa da trasferta, con le strisce verticali gialle e nere e pantaloncini neri, richiama i colori dell'antico Iberia SC che furono usati dal Real Zaragoza anche negli anni 1990.
La terza divisa invece è innovativa, completamente arancione.
Il 18 settembre, alla fine di un sondaggio che ha coinvolto gli abbonati, viene stabilito come stemma ufficiale a partire dalla stagione 2012-2013 lo stemma precedente a quello disegnato in occasione del 75º anniversario del club.
Il 22 settembre, in occasione della partita persa per 4-3 a Siviglia contro il Real Betis, sulla maglia della squadra compare per la prima volta nella stagione il logo dell'associazione benefica "Proniño" , sostenuta dalla compagnia di telecomunicazioni spagnola Telefónica, che è impegnata nella lotta al lavoro minorile in America Latina. Proniño era lo sponsor anche nella stagione 2010-2011.

## Rosa
| N. |                       | Ruolo | Calciatore                |
| -- | --------------------- | ----- | ------------------------- |
| 1  | Spagna (bandiera)     | P     | Roberto                   |
| 2  | Messico (bandiera)    | D     | Efraín Juárez             |
| 2  | Argentina (bandiera)  | D     | Pablo Álvarez             |
| 3  | Spagna (bandiera)     | D     | Javier Paredes (capitano) |
| 4  | Spagna (bandiera)     | D     | David Mateos              |
| 5  | Italia (bandiera)     | D     | Maurizio Lanzaro          |
| 6  | Portogallo (bandiera) | D     | Fernando Meira            |
| 8  | Spagna (bandiera)     | C     | Eduard Oriol              |
| 9  | Portogallo (bandiera) | A     | Hélder Postiga            |
| 10 | Spagna (bandiera)     | A     | Luis García               |
| 11 | Spagna (bandiera)     | C     | Juan Carlos               |
| 14 | Paraguay (bandiera)   | D     | Paulo da Silva            |
| 16 | Messico (bandiera)    | A     | Pablo Barrera             |

| N. |                       | Ruolo | Calciatore      |
| -- | --------------------- | ----- | --------------- |
| 17 | Spagna (bandiera)     | C     | Ángel Lafita    |
| 18 | Portogallo (bandiera) | C     | Rúben Micael    |
| 19 | Spagna (bandiera)     | C     | Antonio Tomás   |
| 20 | Argentina (bandiera)  | C     | Franco Zuculini |
| 21 | Spagna (bandiera)     | D     | Abraham Minero  |
| 22 | Ungheria (bandiera)   | C     | Ádám Pintér     |
| 23 | Argentina (bandiera)  | C     | Leonardo Ponzio |
| 24 | Serbia (bandiera)     | D     | Ivan Obradović  |
| 25 | Argentina (bandiera)  | P     | Leo Franco      |
| 26 | Spagna (bandiera)     | C     | Jorge Ortí      |
| 27 | Ecuador (bandiera)    | C     | Joel Valencia   |
| 29 | Spagna (bandiera)     | C     | Kevin Lacruz    |

## Risultati

### Campionato

#### Girone di andata
| Arbitro: | César Muñiz Fernández |

|  |           |                                                        |
|  | Marcatori | 24’ 71’ 87’ C. Ronaldo 28’ Marcelo 64’ Alonso 82’ Kaká |

| Madrid 11 settembre 2011, ore 18:00 CEST 3ª giornata | Rayo Vallecano                   | 0 – 0 referto | Real Saragozza | Estadio Teresa Rivero\| Arbitro: \| Alfonso Javier Álvarez Izquierdo \| |
| Arbitro:                                             | Alfonso Javier Álvarez Izquierdo |               |                |                                                                         |

| Arbitro: | José Luis Paradas Romero |

|                     |           |                |
| Luis García 29’ 89’ | Marcatori | 24’ Javi López |

| Arbitro: | Antonio Miguel Mateu Lahoz |

|                                                                  |           |                               |
| Santa Cruz 6’ 49’ Salva Sevilla 11’ (rig.) Etxebarria 48’ (rig.) | Marcatori | 35’ Juárez 76’ 78’Juan Carlos |

| Saragozza 25 settembre 2011, ore 22:00 CEST 6ª giornata | Real Saragozza           | 0 – 0 referto | Málaga | La Romareda\| Arbitro: \| Xavier Estrada Fernández[22] \| |
| Arbitro:                                                | Xavier Estrada Fernández |               |        |                                                           |

| Arbitro: | Carlos Del Cerro Grande |

|                            |           |                            |
| Rossi 40’ (rig.) Pérez 83’ | Marcatori | 34’ Luis García 44’Barrera |

| Arbitro: | Pedro Jesús Pérez Montero |

|                  |           |  |
| Postiga 10’, 48’ | Marcatori |  |

| Arbitro: | José Luis González González |

|                                  |           |  |
| García 18’ Nino 27’ Nekounam 29’ | Marcatori |  |

| Arbitro: | Carlos Velasco Carballo |

|  |           |                |
|  | Marcatori | 82’ Jordi Alba |

| Arbitro: | Javier Estrada Fernández |

|                              |           |             |
| Adrián 18’ 74’ Domínguez 30’ | Marcatori | 79’ Postiga |